# Ейко Ісіока
Ейко Ісіока (яп. 石岡 瑛子 Ісіока Ейко, 12 липня 1938, Токіо — 21 січня 2012, Токіо) — японська дизайнерка, володарка премії «Оскар».

## Біографія
Ейко Ісіока закінчила Токійський університет мистецтв. Її роботи знаходяться в постійних колекціях музеїв по всьому світу, включаючи Нью-Йоркський музей сучасного мистецтва. У 1992 році її обрали членом нью-йоркського Art Directors Club Hall of Fame.
У 1999 році вона створила костюми для постановок «Перстень Нібелунга» Ріхарда Вагнера в Нідерландській опері. Вона зробила костюми для Cirque du Soleil: Varekai, прем'єра відбулася у 2002 році, і для бродвейського мюзиклу Джулі Теймор Spider-Man: Turn Off the Dark, прем'єра 2011 року.
У 2002 році Ейко Ісіока стала режисером музичного кліпу Björk Cocoon. У 2009 році вона створила костюми для музичного туру Hurricane Грейс Джонс.
Ейко Ісіока розробила дизайн костюмів для Літніх Олімпійських ігор 2008 у Пекіні.
Вона створила костюми всіх фільмів Тарсема Сінгха, включаючи фільм «Клітка», а також до фільму Дракула Френсіса Форда Копполи.
Ейко Ісіока померла 21 січня 2012 року в Токіо від раку підшлункової залози у віці 73 років.

## Фільмографія
- Білосніжка: Помста гномів (2012)
- Війна богів: Безсмертні (2011)
- Teresa, el cuerpo de Cristo (2007)
- Позамежжя (2006)
- Varekai — Cirque du Soleil
- Клітка (2000)
- «Дракула» Брема Стокера (1992)
- Країна в шафі (1991)
- Місіма (1985)

## Нагороди та номінації
- Нагорода за художній внесок на Каннському кінофестивалі за фільм «Місіма». (1985)
- Греммі за оформлення альбому Майлса Девіса Tutu. (1987)
- Дві номінації на «Тоні» за оформлення сцени і дизайн костюмів бродвейської п'єси M. Butterfly. (1988)
- Премія «Оскар» за фільм «Дракула» Брема Стокера. (1992)
- Премія «Сатурн» за фільм «Дракула» Брема Стокера. (1993)
- Номінація на премію «Оскар» за дизайн костюмів до фільму Білосніжка: Помста гномів. (2013)[8]